# Benigni Sámuel
Benigni Sámuel (Kolozsvár, 1840. – Kolozsvár, 1903. február 3.) kolozsvári mészárosmester, nagyiparos, borkereskedő, földbirtokos, laptulajdonos és művészetpártoló. Közismert beceneve Bénig Számi volt.

## Életpályája
Ősei a Szepességből kerültek Kolozsvárra a 19.század elején. Ifj. Benigni Sámuel 1840-ben született id. Benigni Sámuel (1808/9–1868) és Seibert Júliánna (1816–1897) többgyermekes  családjába. A Széchenyi téren laktak, ezért a közeli Unitárius Kollégiumba járt, majd apja mellett kitanulta a mészáros mesterséget. A kor szokása szerint, miután felszabadult, külföldi útra indult. Bécsben és Budapesten gyarapította tudását, megismerkedett az ottani fejlettebb iparos társadalommal. Hazatérve Kolozsvárra, önálló vállalkozásba kezdett. 1868-ban megnősült, feleségül vette Klösz Lujzát, a szobrász és kőfaragó Klösz József (1843–1922) testvérét.  Lakása és húsfeldolgozó műhelye a Malom utcában volt (akkor Nagymalom utca 8. sz., ma Barițiu utca). Hentesüzlete, amelyet még apja nyitott meg, a Főtéren volt a katolikus plébánia épületében.
Jó kereskedelmi érzékkel megáldott ember lévén, a húsfelfolgozás és -kereskedés mellett  foglalkozott borkereskedéssel is (szőlője és borászata volt), de forgalmazott előpataki borvizet és vidéki birtokán előállított sajtot is. Éveken keresztül bérelte és működtette a sétatéri  Lövölde vendéglőjét, melynek nyári kertje nagy népszerűségnek örvendett. 

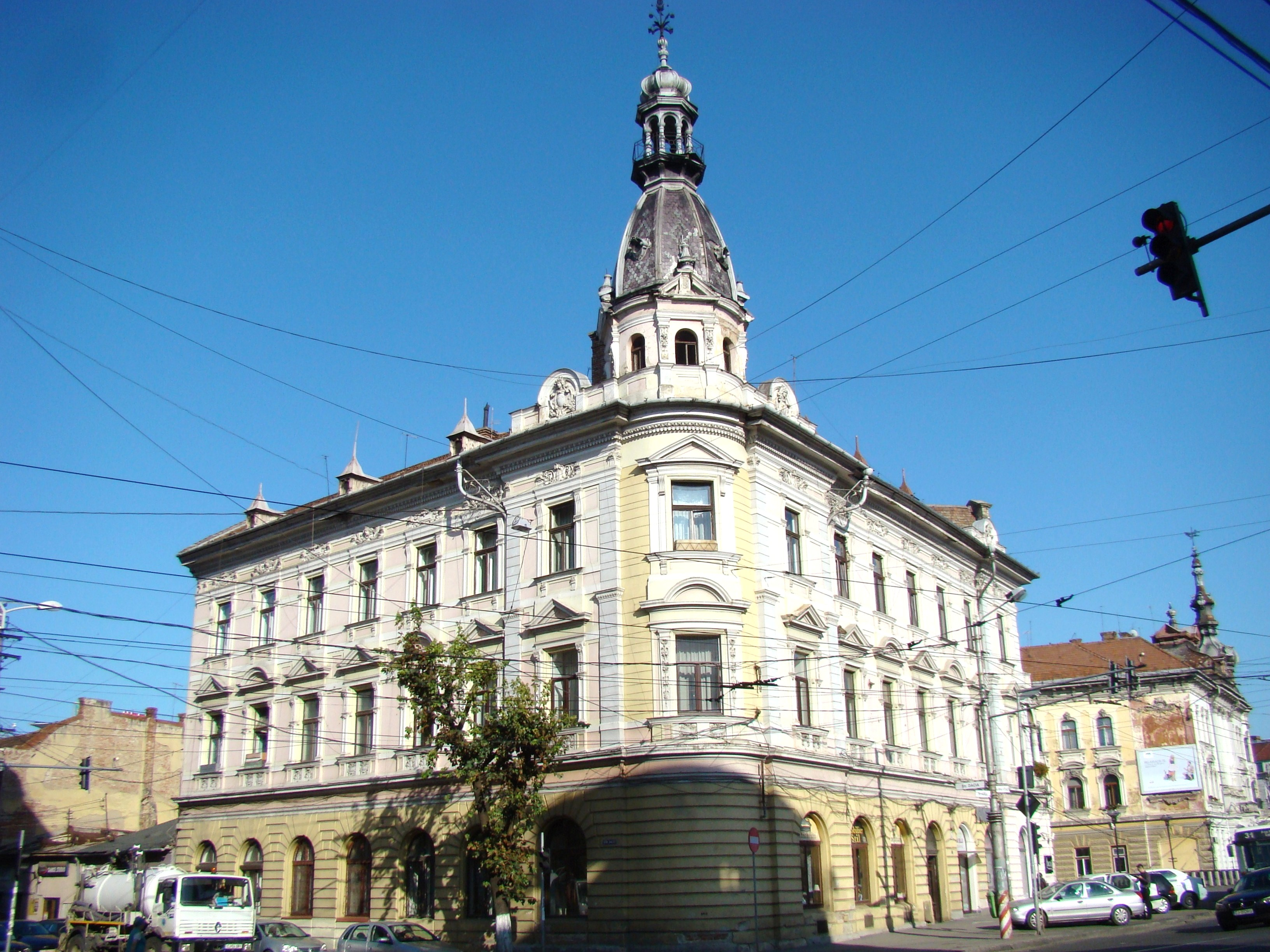
A Benigni-palota (Nagy utca 2., ma Horea utca 2.)

1891-ben felépítette a Nagy (ma Horea) utca  2. szám alatti palotáját, a Szamos-parti híres négy palota egyikét.  
Élénk közéleti tevékenységet folytatott, 16 évesen már a Mészáros Céh Ifjú Társaságának elnöke volt, és alig volt 25 éves, amikor a Kereskedelmi és Iparkamara tanácsosává választották, majd 1874-ben alelnökévé. Ezt a tisztséget haláláig viselte. 1875-től haláláig volt az Iparos Egylet elnöke, és 1896-ban a kolozsvári Ipartestület tiszteletbeli elnökének is megválasztották. Ő kezdeményezte az egylet főtéri épületének a felépítését, és nyolcévi kitartó ügyködéssel meg is valósította 1884-re (ma Főtér 24. szám). 

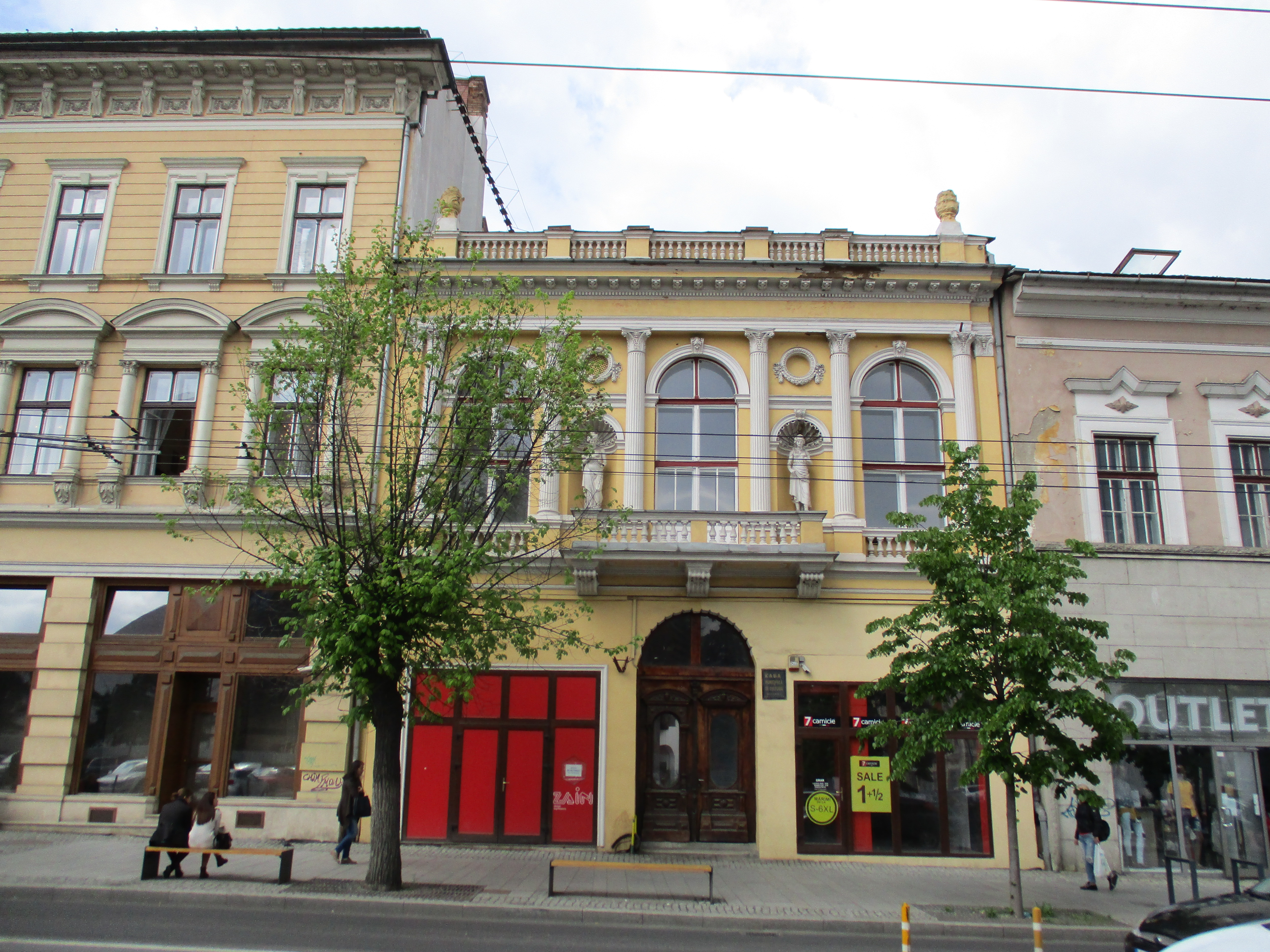
Iparos Egylet székháza, Főtér 23. (ma 24.)

Ezután az egyleti tevékenység kiszélesedett, egyre több szakosztály alakult. Ezek után Benigni Sámuel mindinkább a kolozsvári iparosság vezére lett. Elvállalta az Iparos Egylet keretében már 1869-től működő  Iparosok  Hitelszövetkezetének a vezetését is, amely neki köszönhetően valóságos bankká nőtte ki magát, olcsó hitelt biztosítva az iparosoknak. Az iparosok Benigni személyét annyira azonosították a hitelszövetkezettel, hogy az Benigni halála után röviddel a bizalom hiányában meg is szűnt. Kezdeményezésére, Hevesi József későbbi egyleti elnökkel közösen hosszú, kitartó munka eredményeképpen létrehozták az elszegényedett és elaggott iparosok aggmenházát a Rudolf (ma Decebal) utcában, amelynek átadását már nem érhette meg.   

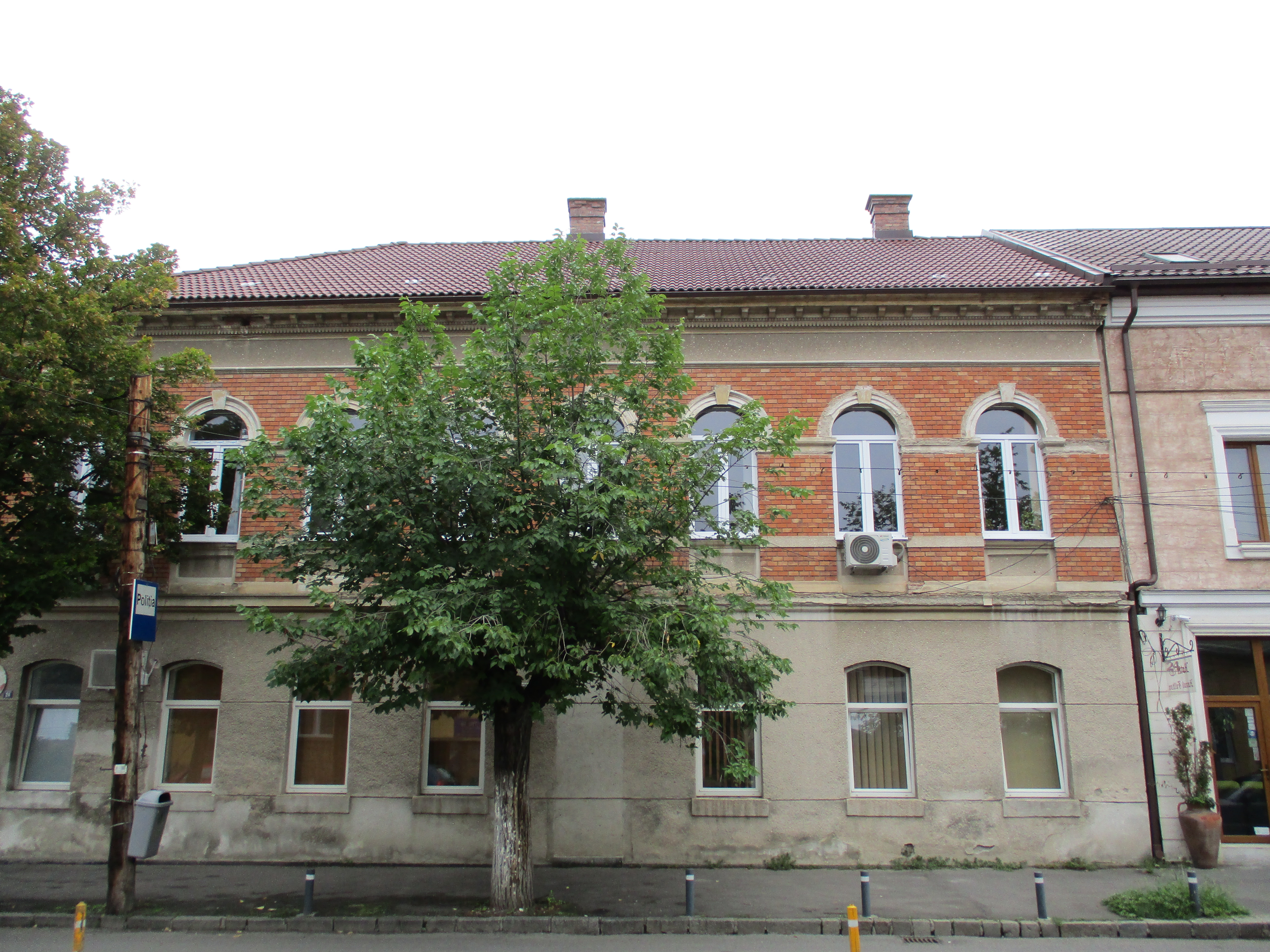
Az 1905-ben épített iparosok aggmenháza (Rudolf utca 22, ma Decebal utca 26)

Benigni nagy pártolója volt a művészeteknek is. Elnöksége alatt az egyletben élénk művelődési élet folyt. Az Iparos Egylet gazdag könyvtárat is fenntartott, és támogatásával működött a a népszerű Polgári Dalegylet is, amelynek elnöke szintén Benigni Sámuel volt. Kéthavonta megjelenő lapot hozott létre az Iparosok Lapja címen, amely 1897-től, miután Benigni lemondott a lap tulajdonjogáról, Erdélyrészi Iparlap címen jelent meg. A lap 1898-ban, anyagiak hiányában megszűnt. 
A város közügyei is foglalkoztatták, évekig tagja volt a Városi Törvényhatósági Bizottságnak, ahol mindig a közösség érdekében cselekedett. A politikából is kivette részét, tagja volt 48-as Függetlenségi Pártnak.  
Halálakor az egész város mély meghatottsággal gyászolta, minden egyház harangozott, a gyászmenet a Főtértől a temetőig tartott. Ha mára már az emlékezete meg is kopott, a ma is létező palotája mint Kolozsvár egyik gyöngyszeme, állandóan emlékeztet a múltra.